# 섹스 앤 데스
《섹스 앤 데스》(영어: Sex And Death 101)는 미국에서 제작된 대니얼 워터스 감독의 2007년 블랙 코미디 영화이다. 사이먼 베이커, 위노나 라이더 등이 출연하였고, 케리 브로코 등이 제작에 참여하였다.
개봉명은 위클리 시네마전: 섹스 앤 데스이며 영화제 제목은 섹스와 죽음 101이다.

## 출연
- 사이먼 베이커
- 위노나 라이더
- 레슬리 비브
- 민디 콘
- 줄리 보언
- 대시 마이혹
- 닐 플린
- 로버트 위즈덤
- 탱크 세이드
- 패튼 오즈월트
- 프랜시스 피셔
- 소피 멍크
- 마셜 벨
- 나타시아 말테
- 폴리애나 매킨토시
- 롭 베네딕트
- 윈터 에이브 졸리
- 신디 피킷
- 니콜 빌더백
- 레타
- 어맨다 월시
- 재커리 고든
- 인디라 바마

## 기타 제작진
- 공동 제작: 제리 P. 제이컵스
- 배역: 앤드리아 스톤
- 미술: 존 러레나
- 세트: 페기 파울라
- 의상: 줄리아 캐스턴